# Ratán
Ratán, rotén o rota (del malayo rotan) es el apelativo para unas seiscientas especies de palmeras trepadoras de la subfamilia Calamoideae, principalmente del género Calamus (del griego calamos en referencia a que el tallo parece una vara), que comparten el hecho de que son plantas de tallo muy delgado (de unos milímetros a unos 10 cm de diámetro) y espinoso, de hábito semitrepador o apoyante, de esta forma trepa decenas de metros hasta el dosel de las selvas tropicales del Viejo Mundo. Este hábito viene asociado a las características de su tallo, que resiste poco la presión pero es muy elástico. Suelen extraerse casi exclusivamente de la naturaleza, de selvas de árboles ya establecidos que el ratán utiliza como soporte.
Se cosechan cuando el sector leñoso del tallo ya tiene al menos 10 o 20 metros, se utilizan los ejemplares de tallo delgado y los de buen diámetro pelados en tiras para su trenzado en cestería y mobiliarios, en forma similar al mimbre, y los tallos de mayor diámetro enteros, cilíndricos, son los seleccionados para la confección de bastones, palos sacudidores de alfombras, armas de artes marciales y palillos de instrumentos musicales de percusión, debido a su elasticidad que absorbe bien los choques y evita que se rompan tan fácilmente al estrellarse como las varas de madera. También pueden utilizarse como sustituto de la madera o de la caña de bambú, luego de una técnica de calentado pueden moldearse doblándose en lugar de tener que cortarlos, lo cual es parte del estilo de la confección de muchos muebles de ratán. Todos los ratanes están confinados a los trópicos del Viejo Mundo, no hay verdaderos ratanes en el Nuevo Mundo. El 90% de las varas de ratán comercial proviene de Indonesia.
Desde los '1970 el ratán silvestre ha declinado debido a la pérdida de su hábitat y la sobrecosecha.

## Taxonomía
Todos los ratanes son de la subfamilia Calamoideae. El género más utilizado es Calamus, que es el que tiene las especies de más calidad comercial y también el más representado, principalmente en Asia con una especie muy diversa en África. Otros géneros de ratanes son Daemonorops, Ceratolobus, Korthalsia, Plectocomia, Plectocomiopsis, Myrialepis, Calospatha, Pogonotium y Retispatha, principalmente del sudeste de Asia, con outliers hacia el este y hacia el norte. 3 son endémicos de África: Laccosperma (syn. Ancistrophyllum), Eremospatha y Oncocalamus.
La distribución de los 13 géneros (Uhl & Dransfield, 1987; Dransfield, 1992):
| Género                             | Número de especies | Distribución                                                                               |
| ---------------------------------- | ------------------ | ------------------------------------------------------------------------------------------ |
| Calamus L.                         | ca. 370-400        | África tropical, India y Sri Lanka, China, sur y este de Fiji, Vanuatu y este de Australia |
| Calospatha Becc.                   | 1                  | Endémica de Malasia peninsular                                                             |
| Ceratolobus Bl.                    | 6                  | Península malaya, Sumatra, Borneo, Java                                                    |
| Daemonorops Bl.                    | ca. 115            | India y China a la parte más occidental de Nueva Guinea                                    |
| Eremospatha (Mann & Wendl.) Wendl. | 10                 | África tropical húmeda                                                                     |
| Korthalsia Bl.                     | ca. 26             | Indo-China y Burma a Nueva Guinea                                                          |
| Laccosperma (Mann & Wendl.) Drude  | 5                  | África tropical húmeda                                                                     |
| Myrialepis Becc.                   | 1                  | Indo-China, Tailandia, Burma, Malasia peninsular y Sumatra                                 |
| Oncocalamus (Wendl.) Wendl.        | 4                  | África tropical húmeda                                                                     |
| Plectocomia Mart.                  | ca. 16             | Himalayas y el sur de China al oeste de Malasia                                            |
| Plectocomiopsis Becc.              | ca. 5              | Laos, Tailandia, Malasia peninsular, Borneo, Sumatra                                       |
| Pogonotium J. Dransf.              | 3                  | Dos especies endémicas de Borneo, una especie en Malasia peninsular y en Borneo            |
| Retispatha J. Dransf.              | 1                  | Endémica de Borneo                                                                         |

En el Nuevo Mundo y en la isla de Madagascar se encuentran 3 grupos de palmeras que poseen representantes de palmeras trepadoras y es usual que se crea erróneamente que son grupos cercanamente relacionados con los ratanes: Chamaedorea (subfamilia Ceroxyloxideae, tribu Hyophorbeae), Desmoncus (subfamilia Arecoideae, tribu Cocoeae), Dypsis scandens (subfamilia Arecoideae, tribu Areceae, que aquí no serán tratados.
Buri es el nombre vernáculo de la palmera Corypha utan cuyos pecíolos cortados en tiras son utilizados en las Filipinas como sustituto del ratán en la construcción de mobiliarios, aquí tampoco será tratada.
Las especies con varas de más calidad comercial (también se comercializan las varas de Desmoncus, que aquí no será tratada):
| Especies                                             | Distribución | Estado de conservación |
| ---------------------------------------------------- | --- | ---------------------- |
| Calamus caesius Bl.                                  | Malasia peninsular, Sumatra, Borneo, Filipinas y Tailandia. Introducida en China y el sur del Pacífico para plantar. | Desconocido            |
| Calamus egregius Burr.                               | Endémica de la isla de Hainan, China, pero introducida en el sur de China para cultivo                               | Desconocido            |
| Calamus exilis Griffith                              | Malasia peninsular y Sumatra                                                                                         | Not threatened         |
| Calamus javensis Bl.                                 | Ampliamente distribuida en el sudeste de Asia                                                                        | Not threatened         |
| Calamus manan Miq.                                   | Malasia peninsular y Sumatra                                                                                         | Threatened             |
| Calamus merrillii Becc.                              | Filipinas | Threatened             |
| Calamus mindorensis Becc.                            | Filipinas | Desconocido            |
| Calamus optimus Becc.                                | Borneo y Sumatra. Cultivado en Kalimantan                                                                            | Desconocido            |
| Calamus ornatus Bl.                                  | Tailandia, Sumatra, Java, Borneo, Sulawesi, a las Filipinas                                                          | Desconocido            |
| Calamus ovoideus Thwaites ex Trimen                  | Oeste de Sri Lanka                                                                                                   | Threatened             |
| Calamus palustris Griffith                           | Burma, sur de China, a Malasia y las islas Andaman                                                                   | Desconocido            |
| Calamus pogonacanthus Becc. ex Winkler               | Borneo | Desconocido            |
| Calamus scipionum Loureiro                           | Burma, Tailandia, Malasia peninsular, Sumatra, Borneo a Palawan                                                      | Desconocido            |
| Calamus simplicifolius Wei                           | Endémico de la isla de Hainan, China, pero introducido en el sur de China para cultivo                               | Desconocido            |
| Calamus subinermis (eddl. ex Becc.                   | Sabah, Sarawak, Este de Kalimantan y Palawan                                                                         | Desconocido            |
| Calamus tetradactylus Hance                          | Sur de China. Introducido en Malasia                                                                                 | Desconocido            |
| Calamus trachycoleus Becc.                           | Kalimantan sur y central. Introducido en Malasia para cultivo                                                        | Not threatened         |
| Calamus tumidus Furtado                              | Malasia peninsular y Sumatra                                                                                         | Desconocido            |
| Calamus wailong Pei & Chen                           | Sur de China | Desconocido            |
| Calamus zollingeri Becc.                             | Sulawesi y las Moluccas                                                                                              | Desconocido            |
| Daemonorops jenkinsiana (Hance) Becc.                | Sur de China | Desconocido            |
| Daemonorops robusta Warb.                            | Indonesia, Sulawesi y las Moluccas                                                                                   | Desconocido            |
| Daemonorops sabut Becc.                              | Malasia peninsular y Borneo                                                                                          | Desconocido            |
| Eremospatha macrocarpa (Mann & Wendl.) Mann & Wendl. | África Tropical de Sierra Leone a Angola                                                                             | Not threatened         |
| Eremospatha haullevilleana de Wild.                  | Congo Basin al este de África                                                                                        | -                      |
| Laccosperma robustum (Burr.) J. Dransf.              | Camerún a Congo Basin                                                                                                | -                      |
| Laccosperma secundiflorum (P. Beauv.) Mann & Wendl.  | África tropical de Sierra Leone a Angola                                                                             | Not threatened         |

Especies de Calamus utilizadas, y sus usos:
| Especie de Calamus                                                | Usos, notas |
| ----------------------------------------------------------------- | --- |
| Calamus acanthospathus Griff.                                     | Canes for bridge cables, basketry |
| Calamus andamanicus Kurz                                          | Excellent large-diameter canes harvested for furniture industry; leaves for thatching                                                                            |
| Calamus aruensis Becc.                                            | Excellent quality medium- to large-diameter canes for furniture                                                                                                  |
| Calamus arugda Becc.                                              | Entire canes for handicrafts, furniture, basketry, etc., local and export markets                                                                                |
| Calamus axillaris Becc.                                           | Small-diameter canes for basketry, fish traps and tying |
| Calamus bacularis Becc.                                           | Canes for walking-sticks |
| Calamus bicolor Becc.                                             | Ornamental use of young plants |
| Calamus blumei Becc.                                              | Canes of good quality but quantities insufficient for commercial use; canes for baskets and mats                                                                 |
| Calamus boniensis Becc. ex Heyne                                  | Probably sold together with other small-diameter canes |
| Calamus burckianus Becc.                                          | Canes for broom handles |
| Calamus caesius Bl.                                               | Canes for commercial and traditional uses |
| Calamus castaneus Becc.                                           | Leaves for thatch; immature fruits in traditional medicine |
| Calamus ciliaris Bl.                                              | Slender canes for weaving and binding; seedlings used as ornamentals                                                                                             |
| Calamus conirostris Becc.                                         | Canes of poor quality, rarely used; fruit eaten |
| Calamus convallium J. Dransf.                                     | Canes |
| Calamus cumingianus Becc.                                         | Entire canes made into handicrafts, furniture and baskets |
| Calamus deërratus G. Mann & H. Wendl.                             | Canes for construction and weaving |
| Calamus densiflorus Becc.                                         | Canes for making furniture and baskets |
| Calamus didymocarpus Warb. ex Becc.                               | Canes inferior but used for local furniture-making |
| Calamus diepenhorstii Miq.                                        | Canes for tying, cordage, basketry, fish traps and noose traps                                                                                                   |
| Calamus dimorphacanthus Becc.var. dimorphacanthus                 | Canes used for baskets, bags, tying, etc. for home industries |
| Calamus discolor Becc.                                            | Young plants as ornamentals; canes for binding or tying |
| Calamus egregius Burr.                                            | Excellent small- to medium-diameter canes for binding and weaving in furniture; new shoots edible                                                                |
| Calamus elmerianus Becc.                                          | Canes for furniture, handicrafts and home industries |
| Calamus erioacanthus Becc.                                        | Canes of good quality |
| Calamus exilis Griff.                                             | Canes for binding, weaving, basketry, handicrafts |
| Calamus flabellatus Becc.                                         | Canes for tying, binding and weaving |
| Calamus gamblei Becc.                                             | Canes for furniture |
| Calamus gibbsianus Becc.                                          | Canes for tying and weaving |
| Calamus gonospermus Becc.                                         | Edible fruit |
| Calamus gracilis Roxb.                                            | Canes for handicrafts |
| Calamus grandifolius Becc.                                        | Canes for furniture |
| Calamus guruba (Buch-Ham) ex Mart.                                | Canes for basketry, chair seats |
| Calamus halconensis (Becc.) Baja-Lapis var. dimorphacanthus Becc. | Canes for chair frames, cables for ferry boats, hauling logs and as rigging on small sailboats; split canes for mats, basketry, fish traps, chair seats          |
| Calamus heteroideus Bl.                                           | Canes for cordage |
| Calamus hispidulus Becc.                                          | Canes for weaving |
| Calamus hookerianus Becc.                                         | Canes for furniture, basketry |
| Calamus huegelianus Mart.                                         | Canes for basketry, chair frames, etc |
| Calamus inermis T. Anders.                                        | Canes for police sticks, chair frames |
| Calamus inops Becc. ex Heyne                                      | Actual use of small- to medium-diameter canes not known |
| Calamus insignis Becc.                                            | Split canes for basketry, cordage; spiny leaf-sheaths as food graters                                                                                            |
| Calamus javensis Bl.                                              | Canes for cordage, basketry, noose traps, musical instruments; edible raw cabbage as medicine; spiny leaf-sheaths formerly used to make food graters             |
| Calamus koordersianus Becc.                                       | Canes locally for basket frames |
| Calamus laevigatus Mart.                                          | Extensively collected as small-diameter cane, end-uses not documented                                                                                            |
| Calamus latifolius Roxb.                                          | Canes for basketry, walking-sticks, furniture frames; split canes for chair seats                                                                                |
| Calamus leiocaulis Becc. ex Heyne                                 | Small-diameter canes extensively used to make furniture for local and export markets                                                                             |
| Calamus leptospadix Griff.                                        | Canes for basketry and chair seats |
| Calamus leptostachys Becc. ex Heyne                               | Excellent small-diameter canes for furniture and handicrafts for local and export markets                                                                        |
| Calamus longisetus Griff.                                         | Coarse cane for furniture; leaves for thatch; edible fruit |
| Calamus longispathus Ridl.                                        | Young leaves occasionally as cigarette paper; fruits as medicine                                                                                                 |
| Calamus luridus Becc.                                             | Canes split for tying and binding |
| Calamus manan Miq.                                                | Most desirable large-diameter canes for furniture |
| Calamus manillensis (Mart.) H. Wendl.                             | Edible fruit; canes of inferior quality for tying |
| Calamus marginatus (Bl.) Mart.                                    | Poor quality but durable canes for basket frames and walking-sticks                                                                                              |
| Calamus mattanensis Becc.                                         | Canes occasionally used to make coarse baskets |
| Calamus megaphyllus Becc.                                         | Canes for basketry and tying |
| Calamus melanorhynchus Becc.                                      | Canes for basketry and handicrafts |
| Calamus merrillii Becc.                                           | Entire canes for chair frames, ferry boat cables, hauling logs, sailboat rigging; split canes for basketry, chairs, fish traps, etc                              |
| Calamus microcarpus Becc.                                         | Canes for basketry |
| Calamus microsphaerion Becc.                                      | Entire canes for basketry |
| Calamus minahassae Becc.                                          | Canes as cordage |
| Calamus mindorensis Becc.                                         | Popular large-diameter canes for furniture; split canes for basketry, cordage                                                                                    |
| Calamus mitis Becc.                                               | Canes for basketry and tying |
| Calamus moseleyanus Becc.                                         | Canes for furniture |
| Calamus multinervis Becc.                                         | Canes for furniture |
| Calamus muricatus Becc.                                           | Cabbage eaten |
| Calamus myriacanthus Becc.                                        | Canes for walking-sticks, cages, basket frames |
| Calamus nagbettai Fernández & Dey                                 | Canes for basketry |
| Calamus nambariensis Becc.                                        | Canes for handicrafts |
| Calamus optimus Becc.                                             | Canes used to make mats, for weaving, to bind furniture and cordage                                                                                              |
| Calamus ornatus Bl.                                               | Major use of canes for furniture; also for walking-sticks, handles for implements and flooring; leaves, cabbage and roots as medicine; fruits occasionally eaten |
| Calamus ovoideus Thwaites ex Trimen                               | Split canes for basketry; entire canes for furniture frames; split cane cores for crude woven products                                                           |
| Calamus oxleyanus Teysm. & Binnend. ex Miq.                       | Canes for walking-sticks |
| Calamus palustris Griff.                                          | Canes excellent for furniture frames |
| Calamus pandanosmus Furt.                                         | Canes |
| Calamus paspalanthus Becc.                                        | Seedlings as potential ornamental; ripe fruit pickled and young shoot eaten                                                                                      |
| Calamus pedicellatus Becc. ex Heyne                               | Canes apparently of good quality for furniture |
| Calamus perakensis Becc.                                          | Canes occasionally used for walking-sticks |
| Calamus peregrinus Furt.                                          | Robust canes of good quality for furniture |
| Calamus pilosellus Becc.                                          | Canes of good appearance but probably only for local use |
| Calamus pogonacanthus Becc. ex H. Winkler                         | Canes of good quality for tying, binding and making coarse mats                                                                                                  |
| Calamus poilanei Conrad                                           | Canes for handicrafts |
| Calamus polystachys Becc.                                         | Coarse canes used for broom handles |
| Calamus pseudorivalis Becc.                                       | Canes for furniture |
| Calamus pseudotenuis Becc.                                        | Canes for basketry |
| Calamus pseudoulur Becc.                                          | Canes for basketry, etc. |
| Calamus ramulosus Becc.                                           | Canes for furniture |
| Calamus reyesianus Becc.                                          | Canes of small diameter use for furniture and basketry, local and international                                                                                  |
| Calamus rhomboideus Bl.                                           | Canes possibly used to make baskets and mats |
| Calamus rhytidomus Becc.                                          | Canes used locally for binding |
| Calamus rotang Linn.                                              | Canes for basketry, chair seats |
| Calamus rudentum Lour.                                            | Canes for handicrafts; edible fruit |
| Calamus ruvidus Becc.                                             | Canes used for basketry and tying |
| Calamus scabridulus Becc.                                         | Canes split for tying, thatching and cordage |
| Calamus scipionum Lour.                                           | Canes for making moderate-quality furniture; walking-sticks, umbrella handles, etc.                                                                              |
| Calamus sedens J. Dransf.                                         | Canes sometimes used to make walking-sticks |
| Calamus semoi Becc.                                               | Excellent quality cane; under cultivation in gardens |
| Calamus simplex Becc.                                             | Canes for basketry |
| Calamus simplicifolius Wei                                        | Good medium-diameter cane for furniture, binding, weaving, basketry, etc; new shoots edible                                                                      |
| Calamus siphonospathus Mart.                                      | Canes for basketry and tying |
| Calamus solitarius T. Evans et al.                                | Canes for handicrafts |
| Calamus spinifolius Becc.                                         | Canes for basketry and tying |
| Calamus subinermis H. Wendl.ex Becc.                              | Canes for furniture frames; cabbage cooked as a vegetable; fruit sometimes eaten                                                                                 |
| Calamus symphysipus Becc.                                         | Canes for furniture |
| Calamus tenuis Roxb.                                              | Canes for basketry; fruits and young shoots eaten |
| Calamus tetradactylus Hance                                       | Small-diameter canes for handicrafts, basketry and furniture |
| Calamus thwaitesii Becc.                                          | Canes for furniture |
| Calamus tomentosus Becc.                                          | Canes for tying and binding |
| Calamus trachycoleus Becc.                                        | Canes used as skin peels for weaving chair seats and back; unsplit for furniture; basketry, mats, fish traps, cordage                                            |
| Calamus travancoricus Bedd. ex Becc. & Hook                       | Canes for handicrafts and furniture |
| Calamus trispermus Becc.                                          | Canes for furniture |
| Calamus tumidus Furt.                                             | Canes for furniture |
| Calamus ulur Becc.                                                | Split canes for cordage |
| Calamus unifarius H. Wendl.                                       | Canes locally for furniture |
| Calamus usitatus Becc.                                            | Canes for basketry, furniture and handicrafts |
| Calamus vidalianus Becc.                                          | Canes for furniture |
| Calamus viminalis Willd.                                          | Canes locally for basketry and matting |
| Calamus wailong S.J. Pei & S.Y. Chen                              | Canes for weaving and furniture |
| Calamus warburgii K. Schum.                                       | Canes locally for basket frames |
| Calamus ollingeri Becc.                                           | Canes for furniture frames |

(Al menos 3 especies se comercializan para el consumo del "corazón" de la palmera, el "palmito" (la yema apical del tallo y el sector justo debajo de ella que todavía no se ha endurecido): Calamus simplicifolius; Calamus tenuis y Daemonorops jenkinsiana.)
Los nombres vernáculos de los ratanes que los tienen y sus correspondencias con nombres científicos (la tabla es reordenable, puede haber filas con nombres repetidos en ambas columnas):
| Nombre vernáculo       | Género/especie                           | País/región                             | Lengua (L), Área Geográfica (G), Comentarios |
| ---------------------- | ---------------------------------------- | --------------------------------------- | --- |
| Bondot                 | Varias especies                          | Manufacturing                           | "Bondot: Term used in Indonesia for unpeeled small-diameter canes applied to rattan furniture frames." |
| Cane                   | Varias especies                          | Manufacturing                           | "Cane: Any piece or stem of round rattan, of any diameter; the term may also be used to refer to pieces of bamboo." |
| Cane webbing           | Varias especies                          | Manufacturing                           | "Cane webbing: Chair cane that has been machine-woven into a coarse fabric that is used for chair seats and backs." |
| Chair cane             | Varias especies                          | Manufacturing                           | "Chair cane: Finely split rattan used to weave chair backs, seats etc." |
| Core                   | Varias especies                          | Manufacturing                           | "Core: The central part of the rattan cane after the removal of skin, usually marketed as strips of uniform diameter, often called “wicker”. |
| Green rattans or canes | Varias especies                          | Manufacturing                           | "Green rattans or canes: Raw, freshly cut rattans which have not undergone any treatment." |
| China peel             | Varias especies                          | Indonesia                               | "China peel: Term used in Indonesia for rattan peel or skin." "Rattan peel: Flat or semicircular material 2-10 mm in width obtained from the peripheral portion of the cane including the skin, normally used for weaving and binding; cf. flat oval core. Also called “rattan skin”." |
| Hagkal peel            | Varias especies                          | Philippines                             | "Hagkal peel: Term used in Philippines for rattan peel or skin." "Rattan peel: Flat or semicircular material 2-10 mm in width obtained from the peripheral portion of the cane including the skin, normally used for weaving and binding; cf. flat oval core. Also called “rattan skin”." |
| Loonty                 | Varias especies                          | Indonesia                               | "Loonty: Term used in Indonesia for small-diameter canes used to weave rattan mats; cf. lampit, tatami." |
| Natural cane           | Varias especies                          | Manufacturing                           | "Natural cane: Green or cured rattan in natural form; i.e. with skin." |
| Peeled cane            | Varias especies                          | Manufacturing                           | "Peeled cane: Rattan canes in which the skin has been removed." |
| Rattan peel            | Varias especies                          | Manufacturing                           | "Rattan peel: Flat or semicircular material 2-10 mm in width obtained from the peripheral portion of the cane including the skin, normally used for weaving and binding; cf. flat oval core. Also called “rattan skin”." |
| Rattan pole            | Varias especies                          | Manufacturing                           | "Rattan pole: Round rattan, green or treated, of any convenient length." |
| Large-diameter rattans | Varias especies                          | Indonesia                               | "Large-diameter rattans: A class of unsplit canes 18-40> mm in diameter; cf. small-diameter rattans. In trade the following large-diameter classes may be used: > 40 mm, 35-40 mm, 30-35 mm, 25-30 mm, 20-25 mm and 18-20 mm." |
| Small-diameter rattans | Varias especies                          | Indonesia                               | "Small-diameter rattans. A class of unsplit canes below 18 mm in diameter; cf.large-diameter canes. In trade the following small-diameter classes may be used: 2-6 mm; >6-11 mm and >11-17 mm." |
| Water sega             | Varias especies                          | Indonesia                               | "Water sega: Term used in Indonesia for small-diameter canes to weave rattan mats; of lesser quality than loonty, q.v." |
| Zambales peel          | Varias especies                          | Philippines                             | "Zambales peel: Term used in Philippines for rattan peel or skin." |
| Ayer                   | Varias especies                          | Trade                                   | "Ayer (Malay): One of four main groups of cane in trade, according to Burkill (1966); this group includes non-siliceous canes not included elsewhere; cf. lunti, sega, sticks." |
| Bet                    | Varias especies                          | India                                   | "Bet (Hindi): A general term used in India to refer to rattan of any type; the name probably originated from the Sanskrit word betas, meaning climber." |
| Lunti                  | Varias especies                          | Trade                                   | "Lunti (Malay): One of four main groups of cane in trade, according to Burkill (1966); this group includes the same kinds as sega (q.v.) except that the silica layer has been removed; cf. ayer, sticks. " |
| Sticks                 | Varias especies                          | Indonesia                               | "Sticks. Term referring to larger-diameter rattans collected and sold as straight lengths in Indonesia." |
| Sticks                 | Varias especies                          | Trade                                   | "Sticks. One of four main groups of cane in trade, according to Burkill (1966); this group includes canes which are straight and stiff and suitable for walking sticks and furniture frames; cf. ayer, lunti, sega." |
| Abuan                  | Calamus diepenhorstii                    | Philippines                             | notes |
| Ain                    | Korthalsia ferox                         | Borneo                                  | Kenyah Dayak (L) |
| Air                    | Calamus erinaceus                        | Malaysia                                | notes |
| Air                    | Daemonorops angustifolia                 | Malaysia                                | notes |
| Air                    | Daemonorops fissa                        | Borneo                                  | notes |
| Ambalua                | Plectocomiopsis geminiflora              | Malaysia                                | Kedazan (L), Sabah (G) |
| Apas                   | Calamus reyesianus                       | Philippines                             | notes |
| Arichural              | Calamus travancoricus                    | India                                   | Malayalam (L), Kerala (G) |
| Arorog                 | Calamus javensis                         | Philippines                             | notes |
| Arugda                 | Calamus arugda                           | Philippines                             | Ibanag (L) |
| Arurug                 | Calamus javensis                         | Philippines                             | Palawan (G) |
| Babuyan                | Calamus usitatus                         | Philippines                             | Sambal (L) |
| Baiteng                | Calamus tetradactylus                    | China                                   | notes |
| Bala mata              | Daemonorops fissa                        | Borneo                                  | Kenyah Dayak (L) |
| Balala                 | Calamus multinervis                      | Philippines                             | notes |
| Banakbo                | Calamus megaphyllus                      | Philippines                             | Manobo (L) |
| Bara bet               | Calamus viminalis                        | Bangladesh                              | Chittagong (G) "Bet (Hindi): A general term used in India to refer to rattan of any type; the name probably originated from the Sanskrit word betas, meaning climber." |
| Batang merah           | Daemonorops robusta                      | Indonesia                               | Central Sulawesi (G) |
| Bayabong               | Calamus manillensis                      | Philippines                             | Manobo (L) |
| Be'ang                 | Korthalsia echinometra                   | Borneo                                  | Kenyah Dayak (L) |
| Bioengan               | Daemonorops sabut                        | Borneo                                  | Benuaq Dayak (L) |
| Borangan               | Calamus ornatus                          | Philippines                             | Mindanao (G) |
| Boro bet               | Calamus viminalis                        | India                                   | "Bet (Hindi): A general term used in India to refer to rattan of any type; the name probably originated from the Sanskrit word betas, meaning climber." |
| Botet                  | Korthalsia furtadoan                     | Borneo                                  | Samarinda trade |
| Botet                  | Korthalsia rostrata                      | Borneo                                  | Samarinda trade |
| Boyukng                | Calamus optimus                          | Borneo                                  | Benuaq Dayak (L) |
| Butarak                | Calamus vidalianus                       | Philippines                             | Ilokano (L) |
| Cekolo                 | Myrialepis paradoxa                      | Indonesia                               | Sumatra (G) |
| Charab                 | Calamus andamanicus                      | India                                   | Andaman Islands (G) |
| China bet              | Calamus pseudorivalis                    | India                                   | Nicobar Islands (G) "Bet (Hindi): A general term used in India to refer to rattan of any type; the name probably originated from the Sanskrit word betas, meaning climber." |
| Chowdah                | Calamus andamanicus                      | India                                   | Andaman Islands (G) |
| Coo cemee              | Calamus blumei                           | Malaysia                                | notes |
| Coon cemees            | Calamus blumei                           | Malaysia                                | notes |
| Coonk stook            | Calamus javensis                         | Malaysia                                | Perak (G) |
| Da-teng                | Calamus wailong                          | China                                   | notes |
| Dagdag                 | Calamus siphonospathus                   | Philippines                             | Ilokano (L) |
| Dalimban               | Calamus melanorhynchus                   | Philippines                             | Bagobo (L) |
| Danan                  | Korthalsia ferox                         | Borneo                                  | Bentian & Benuaq Dayak (L) |
| Danye shengteng        | Calamus simplicifolius                   | China                                   | Hainan Island (G) |
| Dara panda             | Calamus scabridulus                      | Indonesia                               | notes |
| Datu                   | Calamus minahassae                       | Indonesia                               | Sulawesi (G) |
| Demenai                | Calamus gonospermus                      | Borneo                                  | Kenyah Dayak (L) |
| Demere                 | Calamus deërratus                        | Ghana                                   | Twi (L) and trade name "Demere (Twi). Trade name for Calamus deërratus canes in Ghana." |
| Dhangri bet            | Calamus leptospadix                      | India                                   | "Bet (Hindi): A general term used in India to refer to rattan of any type; the name probably originated from the Sanskrit word betas, meaning climber." |
| Ditaan                 | Daemonorops ochrolepis                   | Philippines                             | notes |
| Douung-douung          | Daemonorops micracantha                  | Malaysia                                | Pahang (G) |
| Duanye shengteng       | Calamus egregius                         | China                                   | notes |
| Golak bet              | Daemonorops jenkinsiana                  | India                                   | "Bet (Hindi): A general term used in India to refer to rattan of any type; the name probably originated from the Sanskrit word betas, meaning climber." |
| Gonot pipit            | Daemonorops fissa                        | Malaysia                                | notes |
| Hamlis                 | Calamus discolor                         | Philippines                             | notes |
| Hanapas                | Calamus usitatus                         | Philippines                             | Bikol (L) |
| Hoe cacing             | Calamus ciliaris                         | Indonesia                               | Sundanese (L) |
| Hongteng               | Daemonorops jenkinsiana                  | China                                   | notes |
| Howe belukbuk          | Calamus burckianus                       | Indonesia                               | Western Java (G) |
| Howe cacing            | Calamus heteroideus                      | Indonesia                               | Western Java (G) |
| Howe cacing            | Calamus javensis                         | Indonesia                               | Western Java (G) |
| Howe gelang            | Calamus polystachys                      | Indonesia                               | Western Java (G) |
| Howe seel              | Daemonorops melanochaetes                | Indonesia                               | Western Java (G) |
| Huangteng              | Daemonorops jenkinsiana                  | China                                   | notes |
| Huwi pantis            | Calamus luridus                          | Indonesia                               | Sumatra (G) |
| Ilem                   | Calamus pilosellus                       | Borneo                                  | Kenyah Dayak (L) |
| Inai                   | Ceratolobus subangulatus                 | Borneo                                  | Bentian Dayak (L) |
| Jaoei                  | Calamus tomentosus                       | Borneo                                  | Kenya Dayak (L) |
| Jarmasi                | Calamus leiocaulis                       | Indonesia                               | Sulawesi (G) |
| Jati bet               | Calamus tenuis                           | India                                   | "Bet (Hindi): A general term used in India to refer to rattan of any type; the name probably originated from the Sanskrit word betas, meaning climber." |
| Jehab                  | Calamus trachycoleus                     | Borneo                                  | Bentian & Benuaq Dayak (L), Samarinda trade |
| Jelayan                | Calamus ornatus                          | Borneo                                  | notes |
| Jepung                 | Daemonorops crinita                      | Borneo                                  | Bentian & Benuaq Dayak (L), Samarinda trade |
| Jungan                 | Daemonorops sabut                        | Indonesia                               | East Kalimantan (G) |
| Kalapit                | Calamus microcarpus                      | Philippines                             | Bikol (L) |
| Keb                    | Korthalsia cheb                          | Malaysia                                | notes |
| Keerah                 | Calamus densiflorus                      | Tailandia                               | notes |
| Kehes                  | Calamus pandanosmus                      | Borneo                                  | Bentian & Benuaq Dayak (L), Samarinda trade |
| Kehes                  | Calamus rhytidomus                       | Borneo                                  | Bentian & Benuaq Dayak (L), Samarinda trade |
| Kehes murah            | Calamus pilosellus                       | Borneo                                  | Samarinda trade |
| Keplar                 | Daemonorops ingens                       | Malaysia                                | notes |
| Kesoleg                | Calamus ornatus                          | Borneo                                  | Bentian Dayak (L) |
| Kodi                   | Eremospatha macrocarpa                   | DR Congo                                | Luba (L) |
| Kokop                  | Calamus bacularis                        | Malaysia                                | Penan (L), Sarawak (G) |
| Korak bet              | Calamus latifolius                       | India                                   | "Bet (Hindi): A general term used in India to refer to rattan of any type; the name probably originated from the Sanskrit word betas, meaning climber." |
| Kulakling              | Calamus microsphaerion                   | Philippines                             | notes |
| Kumaboy                | Calamus discolor                         | Philippines                             | Tagalog (L) |
| Kurakling              | Calamus spinifolius                      | Philippines                             | Pampanga (L), Tagalog (L) |
| Labit                  | Calamus microsphaerion                   | Philippines                             | Tagalog (L) |
| Lalun                  | Korthalsia furtadoana                    | Borneo                                  | Bentian & Benuaq Dayak (L) |
| Lalun djengan          | Korthalsia rostrata                      | Borneo                                  | Benuaq Dayak (L) |
| Lambutan               | Calamus halconensis var. dimorphacanthus | Philippines                             | Tagalog (L) |
| Lambutan               | Calamus microcarpus                      | Philippines                             | Tagalog (L) |
| Lapa                   | Daemonorops lamprolepis                  | Indonesia                               | notes |
| Laru                   | Calamus symphysipus                      | Indonesia                               | Central Sulawesi (G) |
| Lasas                  | Korthalsia robusta                       | Malaysia                                | notes |
| Lasi                   | Calamus bicolor                          | Philippines                             | notes |
| Latea                  | Daemonorops lamprolepis                  | Indonesia                               | Southern Sulawesi (G) |
| Lauro sura             | Calamus didymocarpus                     | Indonesia                               | Southern Sulawesi (G) |
| Lembulu                | Calamus hispidulus                       | Borneo                                  | Kenyah Dayak (L) |
| Leme                   | Calamus longisetus                       | Myanmar                                 | notes |
| Lempinit landang       | Daemonorops micracantha                  | Malaysia                                | Sandakan (G) |
| Lempinit pahetan       | Daemonorops elongata                     | Malaysia                                | notes |
| Lempinit tingkau       | Calamus paspalanthus                     | Malaysia                                | notes |
| Lempinit ular-ular     | Calamus javensis                         | Malaysia                                | Sabah (G) |
| Leutik                 | Calamus caesius                          | Sarawak                                 | notes |
| Limuran                | Calamus ornatus                          | Philippines                             | Luzon (G) |
| Lintokan               | Calamus manillensis                      | Philippines                             | Bagobo (L) |
| Liteng                 | Calamus egregius                         | China                                   | Hainan Island (G) |
| Litoko                 | Calamus manillensis                      | Philippines                             | Ifugao (L) |
| Lukuan                 | Calamus reyesianus                       | Philippines                             | notes |
| Lumpit                 | Daemonorops calicarpa                    | Malaysia                                | notes |
| Ma wewel               | Calamus ovoideus                         | Sri Lanka                               | Sinhala (L) |
| Mai lepe               | Calamus conirostris                      | Malaysia                                | notes |
| Makak                  | Laccosperma secundiflorum                | West Africa                             | Trade name. "Makak. Trade name for Laccosperma secundiflorum & L. robustum canes in West Africa." |
| Manau riang            | Calamus oxleyanus                        | Indonesia                               | Palembang (G) |
| Manau tikus            | Calamus manan                            | Malaysia                                | Small diameter only; see: rotan manau tikus |
| Mangkawayan            | Calamus subinermis                       | Borneo                                  | Kadazan/Dusun (L) |
| Mantang                | Calamus ornatus                          | Malaysia                                | notes |
| Mantang                | Plectocomia elongata                     | Malaysia                                | notes |
| Matakito               | Calamus leptostachys                     | Indonesia                               | Buton (G) |
| Matkong                | Calamus mitis                            | Philippines                             | Ilokano (L) |
| Me'a                   | Korthalsia echinometra                   | Borneo                                  | Bentian & Benuaq Dayak (L) |
| Moa                    | Plectocomiopsis geminiflora              | Malaysia                                | Bidayuh (L), Sarawak (G) |
| Nag betta              | Calamus nagbettai                        | India                                   | Karnataka (G) "Bet (Hindi): A general term used in India to refer to rattan of any type; the name probably originated from the Sanskrit word betas, meaning climber." |
| Nat                    | Calamus andamanicus                      | India                                   | Nicobars (G) |
| Ngenau                 | Calamus manan                            | Borneo                                  | Bentian & Benuaq Dayak (L) |
| Nguay                  | Calamus peregrinus                       | Tailandia                               | notes |
| Nkan                   | Laccosperma robustum                     | Cameroon, Equatorial Guinea, Gabon      | Fang (L) |
| Nkan                   | Laccosperma secundiflorum                | Cameroon, Equatorial Guinea, Gabon      | Fang (L) |
| Nlong                  | Eremospatha macrocarpa                   | Cameroon, Equatorial Guinea, Gabon      | Bulu (L), Fang (L) |
| Nue waatang            | Calamus didymocarpus                     | Indonesia                               | notes |
| Padao                  | Calamus viminalis                        | Camboya                                 | notes |
| Pakoe                  | Calamus pilosellus                       | Borneo                                  | Bentian & Benuaq Dayak (L) |
| Palaklakanin sumulid   | Daemonorops ochrolepis                   | Philippines                             | Tagalog (L) |
| Palanog                | Calamus symphysipus                      | Philippines                             | Luzon (G) |
| Palasan                | Calamus merrillii                        | Philippines                             | Biko (L), Marobo (L), Tagalog (L) "Palasan (Tagalog): Philippine trade name group that includes true palasan (Calamus merrillii) and other canes with a diameter over 2.5 cm and internodes of 25 cm or more; cf. panlis, sika and tumalin." |
| Palem paris            | Calamus ciliaris                         | Indonesia                               | Horticulture |
| Palimanok              | Calamus siphonospathus                   | Philippines                             | Pampanga (L) |
| Panlis                 | Calamus ramulosus                        | Philippines                             | Tagalog (L) "Panlis (Tagalog): Philippine trade name group for canes with a diameter of less than 1.5 cm, but which are rather light in colour and therefore not included in the sika group, q.v.; cf. palasan and tumalin." |
| Pannichural            | Calamus thwaitesii                       | India                                   | Malayalam (L) |
| Parasan                | Calamus merrillii                        | Philippines                             | Bisaya (L) |
| Pelus                  | Calamus javensis                         | Borneo                                  | Bentian Dayak (L) |
| Pelus belang           | Ceratolobus subangulatus                 | Borneo                                  | Benuaq Dayak (L) |
| Pelus djengan          | Ceratolobus subangulatus                 | Borneo                                  | Benuaq Dayak (L) |
| Pelus lintung          | Calamus flabellatus                      | Borneo                                  | Bentian Dayak (L) |
| Pelus mingay           | Calamus javensis                         | Borneo                                  | Benuaq Dayak (L) |
| Pelus susu             | Calamus javensis                         | Borneo                                  | Benuaq Dayak (L) |
| Pelus tulukn           | Ceratolobus concolor                     | Borneo                                  | Benuaq Dayak (L) |
| Penjalin cacing        | Calamus viminalis                        | Indonesia                               | Bali (G) |
| Perambu                | Calamus rotang                           | India                                   | notes |
| Pitpit                 | Daemonorops curranii                     | Philippines                             | notes |
| Pondos alus            | Calamus minahassae                       | Indonesia                               | Northern Sulawesi (G) |
| Pondos batang          | Calamus zollingeri                       | Indonesia                               | Sulawesi (G) |
| Pondos embel           | Calamus symphysipus                      | Indonesia                               | Northern Sulawesi (G) |
| Pulut merah            | Ceratolobus concolor                     | Borneo                                  | Samarinda trade |
| Pulut merah            | Ceratolobus subangulatus                 | Borneo                                  | Samarinda trade |
| Pulut merah            | Daemonorops crinita                      | Borneo                                  | Samarinda trade |
| Pulut putih            | Calamus flabellatus                      | Borneo                                  | Samarinda trade |
| Pulut putih            | Calamus javensis                         | Borneo                                  | Samarinda trade |
| Rasi                   | Calamus bicolor                          | Philippines                             | notes |
| Red rattan             | Daemonorops jenkinsiana                  | China                                   | notes |
| Rimoran                | Calamus ornatus                          | Philippines                             | Palawan (G) |
| Rong                   | Calamus inermis                          | India                                   | notes |
| Ronti                  | Calamus leptostachys                     | Indonesia                               | notes |
| Rotan air              | Calamus blumei                           | Borneo                                  | Samarinda trade. "Rattan (english): From rotan (Malay), reed, cane or stick." |
| Rotan air              | Calamus tomentosus                       | Borneo                                  | Samarinda trade. "Rattan (english): From rotan (Malay), reed, cane or stick." |
| Rotan air              | Calamus zollingeri                       | Indonesia                               | Moluccas (G), Seram (G). "Rattan (english): From rotan (Malay), reed, cane or stick." |
| Rotan asas             | Korthalsia robusta                       | Malaysia                                | . "Rattan (english): From rotan (Malay), reed, cane or stick." |
| Rotan bacap            | Daemonorops leptopus                     | Malaysia                                | . "Rattan (english): From rotan (Malay), reed, cane or stick." |
| Rotan bakul            | Daemonorops micracantha                  | Malaysia                                | Negri Sembilan (G). "Rattan (english): From rotan (Malay), reed, cane or stick." |
| Rotan bangkorn         | Daemonorops elongata                     | Malaysia                                | Sandakan (G). "Rattan (english): From rotan (Malay), reed, cane or stick." |
| Rotan batang           | Calamus zollingeri                       | Indonesia                               | . "Rattan (english): From rotan (Malay), reed, cane or stick." |
| Batang                 | Calamus zollingeri                       | Indonesia                               | notes |
| Batu                   | Calamus convallium                       | Borneo                                  | Kenyah Dayak (L) Except Sulawesi (G) |
| Batu                   | Calamus diepenhorstii                    | Indonesia                               | Kenyah Dayak (L) Except Sulawesi (G) |
| Batu                   | Calamus flabellatus                      | Malaysia                                | Kenyah Dayak (L) Except Sulawesi (G) |
| Batu                   | Calamus insignis                         | Malaysia                                | Kenyah Dayak (L) Except Sulawesi (G) |
| Batu                   | Calamus subinermis                       | Malaysia                                | Kenyah Dayak (L) Except Sulawesi (G) |
| Rotan batu             | Calamus convallium                       | Borneo                                  | Kenyah Dayak (L) Except Sulawesi (G). "Rattan (english): From rotan (Malay), reed, cane or stick." |
| Rotan batu             | Calamus diepenhorstii                    | Indonesia                               | Kenyah Dayak (L) Except Sulawesi (G). "Rattan (english): From rotan (Malay), reed, cane or stick." |
| Rotan batu             | Calamus flabellatus                      | Malaysia                                | Kenyah Dayak (L) Except Sulawesi (G). "Rattan (english): From rotan (Malay), reed, cane or stick." |
| Rotan batu             | Calamus insignis                         | Malaysia                                | Kenyah Dayak (L) Except Sulawesi (G). "Rattan (english): From rotan (Malay), reed, cane or stick." |
| Rotan batu             | Calamus subinermis                       | Malaysia                                | Kenyah Dayak (L) Except Sulawesi (G). "Rattan (english): From rotan (Malay), reed, cane or stick." |
| Rotan bejungan         | Daemonorops fissa                        | Indonesia                               | Central Kalimantan (G). "Rattan (english): From rotan (Malay), reed, cane or stick." |
| Rotan belubu           | Daemonorops periacantha                  | Malaysia                                | Sabah (G). "Rattan (english): From rotan (Malay), reed, cane or stick." |
| Rotan bembangin        | Calamus marginatus                       | Malaysia                                | Sandakan (G). "Rattan (english): From rotan (Malay), reed, cane or stick." |
| Rotan berman           | Calamus flabellatus                      | Indonesia                               | . "Rattan (english): From rotan (Malay), reed, cane or stick." |
| Rotan besi             | Calamus marginatus                       | Indonesia                               | Palembang (L). "Rattan (english): From rotan (Malay), reed, cane or stick." |
| Rotan boga             | Calamus koordersianus                    | Indonesia                               | Central Sulawesi (G). "Rattan (english): From rotan (Malay), reed, cane or stick." |
| Rotan buku dalam       | Calamus ornatus                          | Indonesia                               | Northern Sulawesi (G). "Rattan (english): From rotan (Malay), reed, cane or stick." |
| Rotan buku hitam       | Calamus palustris                        | Malaysia                                | Peninsular Malaysia (G). "Rattan (english): From rotan (Malay), reed, cane or stick." |
| Rotan bulu             | Calamus hispidulus                       | Indonesia                               | . "Rattan (english): From rotan (Malay), reed, cane or stick." |
| Rotan bulu rusa        | Daemonorops robusta                      | Indonesia                               | Western Seram (G), Ambon (G). "Rattan (english): From rotan (Malay), reed, cane or stick." |
| Rotan cacing           | Calamus heteroideus                      | Indonesia                               | Western Java (G) Wrongly applied Sumatra (G), Java (G). "Rattan (english): From rotan (Malay), reed, cane or stick." |
| Rotan cacing           | Calamus javensis                         | Philippines                             | Western Java (G) Wrongly applied Sumatra (G), Java (G). "Rattan (english): From rotan (Malay), reed, cane or stick." |
| Rotan cacing           | Calamus unifarius                        | IndonesiaP                              | Western Java (G) Wrongly applied Sumatra (G), Java (G). "Rattan (english): From rotan (Malay), reed, cane or stick." |
| Rotan cacing           | Calamus viminalis                        | Indonesia                               | Western Java (G) Wrongly applied Sumatra (G), Java (G). "Rattan (english): From rotan (Malay), reed, cane or stick." |
| Rotan cucor            | Calamus castaneus                        | Malaysia                                | . "Rattan (english): From rotan (Malay), reed, cane or stick." |
| Rotan dago kancil      | Calamus conirostris                      | Indonesia                               | . "Rattan (english): From rotan (Malay), reed, cane or stick." |
| Rotan dahan            | Korthalsia echinometra                   | Malaysia                                | . "Rattan (english): From rotan (Malay), reed, cane or stick." |
| Rotan dahan            | Korthalsia flagellaris                   | Malaysia                                | . "Rattan (english): From rotan (Malay), reed, cane or stick." |
| Rotan dahan            | Korthalsia laciniosa                     | Malaysia                                | . "Rattan (english): From rotan (Malay), reed, cane or stick." |
| Rotan dahan            | Korthalsia rigida                        | Malaysia                                | . "Rattan (english): From rotan (Malay), reed, cane or stick." |
| Dahan                  | Korthalsia echinometra                   | Malaysia                                | notes |
| Dahan                  | Korthalsia flagellaris                   | Malaysia                                | notes |
| Dahan                  | Korthalsia laciniosa                     | Malaysia                                | notes |
| Dahan                  | Korthalsia rigida                        | Malaysia                                | notes |
| Rotan dalem buku       | Calamus conirostris                      | Indonesia                               | . "Rattan (english): From rotan (Malay), reed, cane or stick." |
| Rotan damp             | Daemonorops fissa                        | Malaysia                                | Sandakan (G). "Rattan (english): From rotan (Malay), reed, cane or stick." |
| Rotan demuk            | Calospatha scortechinii                  | Malaysia                                | . "Rattan (english): From rotan (Malay), reed, cane or stick." |
| Rotan dok              | Calamus ornatus                          | Malaysia                                | Selangor (G). "Rattan (english): From rotan (Malay), reed, cane or stick." |
| Dok                    | Calamus ornatus                          | Malaysia                                | Selangor (G) |
| Rotan dudok            | Calamus perakensis                       | Malaysia                                | . "Rattan (english): From rotan (Malay), reed, cane or stick." |
| Rotan dudok            | Calamus sedens                           | Malaysia                                | . "Rattan (english): From rotan (Malay), reed, cane or stick." |
| Rotan getah            | Daemonorops angustifolia                 | Malaysia                                | Peninsular Malaysia (G). "Rattan (english): From rotan (Malay), reed, cane or stick." |
| Rotan getah            | Daemonorops melanochaetes                | Malaysia                                | Peninsular Malaysia (G). "Rattan (english): From rotan (Malay), reed, cane or stick." |
| Rotan gunung           | Calamus exilis                           | Indonesia                               | . "Rattan (english): From rotan (Malay), reed, cane or stick." |
| Rotan irit             | Calamus trachycoleus                     | Indonesia                               | Kalimantan (G). "Rattan (english): From rotan (Malay), reed, cane or stick." |
| Irit                   | Calamus trachycoleus                     | Indonesia                               | Kalimantan (G) |
| Rotan jergang          | Daemonorops draco                        | Indonesia                               | Sumatra (G). "Rattan (english): From rotan (Malay), reed, cane or stick." |
| Rotan jermasi          | Calamus leiocaulis                       | Indonesia                               | . "Rattan (english): From rotan (Malay), reed, cane or stick." |
| Rotan jernang          | Daemonorops draco                        | Indonesia                               | Sumatra (G) Peninsular Malaysia (G). "Rattan (english): From rotan (Malay), reed, cane or stick." |
| Rotan jernang          | Daemonorops micracantha                  | Malaysia                                | Sumatra (G) Peninsular Malaysia (G). "Rattan (english): From rotan (Malay), reed, cane or stick." |
| Rotan jernang          | Daemonorops propinqua                    | Malaysia                                | Sumatra (G) Peninsular Malaysia (G). "Rattan (english): From rotan (Malay), reed, cane or stick." |
| Rotan kerai            | Calamus conirostris                      | Malaysia                                | . "Rattan (english): From rotan (Malay), reed, cane or stick." |
| Rotan kerai            | Calamus luridus                          | Malaysia                                | . "Rattan (english): From rotan (Malay), reed, cane or stick." |
| Rotan kerai            | Calamus scabridulus                      | Malaysia                                | . "Rattan (english): From rotan (Malay), reed, cane or stick." |
| Rotan kerai gunung     | Calamus simplex                          | Malaysia                                | . "Rattan (english): From rotan (Malay), reed, cane or stick." |
| Rotan kerai hitam      | Calamus diepenhorstii                    | Malaysia                                | Peninsular Malaysia (G). "Rattan (english): From rotan (Malay), reed, cane or stick." |
| Rotan kertong          | Myrialepis paradoxa                      | Malaysia                                | . "Rattan (english): From rotan (Malay), reed, cane or stick." |
| Rotan kesup            | Calamus ornatus                          | Indonesia                               | Bengkulu (G). "Rattan (english): From rotan (Malay), reed, cane or stick." |
| Rotan kikir            | Calamus scabridulus                      | Malaysia                                | . "Rattan (english): From rotan (Malay), reed, cane or stick." |
| Rotan koman            | Calamus diepenhorstii                    | Malaysia                                | . "Rattan (english): From rotan (Malay), reed, cane or stick." |
| Rotan kotok            | Daemonorops fissa                        | Indonesia                               | East Kalimantan (G). "Rattan (english): From rotan (Malay), reed, cane or stick." |
| Kotok                  | Daemonorops fissa                        | Indonesia                               | East Kalimantan (G) |
| Rotan kunyung          | Calamus longispathus                     | Malaysia                                | . "Rattan (english): From rotan (Malay), reed, cane or stick." |
| Rotan lambang          | Calamus ornatus                          | Indonesia                               | Central Sulawesi (G). "Rattan (english): From rotan (Malay), reed, cane or stick." |
| Rotan legi             | Daemonorops melanochaetes                | Indonesia                               | Eastern Java (G). "Rattan (english): From rotan (Malay), reed, cane or stick." |
| Rotan lelo             | Daemonorops melanochaetes                | Indonesia                               | Sumatra (G), Bengkulu (G). "Rattan (english): From rotan (Malay), reed, cane or stick." |
| Rotan liah             | Calamus laevigatus                       | Brunéi                                  | . "Rattan (english): From rotan (Malay), reed, cane or stick." |
| Rotan lilin            | Calamus exilis                           | Malaysia                                | Southern Kalimantan (G). "Rattan (english): From rotan (Malay), reed, cane or stick." |
| Rotan lilin            | Calamus flabellatus                      | Indonesia                               | Southern Kalimantan (G). "Rattan (english): From rotan (Malay), reed, cane or stick." |
| Rotan lilin            | Calamus javensis                         | Indonesia                               | Southern Kalimantan (G). "Rattan (english): From rotan (Malay), reed, cane or stick." |
| Rotan lintang          | Calamus pilosellus                       | Indonesia                               | . "Rattan (english): From rotan (Malay), reed, cane or stick." |
| Rotan manau            | Calamus manan                            | General throughout the region and trade | "Rotan manau (Malay). Trade name for Calamus manan canes in Southeast Asia." . "Rattan (english): From rotan (Malay), reed, cane or stick." |
| Manau                  | Calamus manan                            | General throughout the region and trade | "Rotan manau (Malay). Trade name for Calamus manan canes in Southeast Asia." |
| Rotan manau buku hitam | Calamus tumidus                          | Malaysia                                | Northern Peninsular Malaysia (G) . "Rattan (english): From rotan (Malay), reed, cane or stick." |
| Rotan manau padi       | Calamus marginatus                       | Indonesia                               | Bangka (G). "Rattan (english): From rotan (Malay), reed, cane or stick." |
| Rotan manau telur      | Calamus manan                            | Malaysia                                | Peninsular Malaysia (G). "Rattan (english): From rotan (Malay), reed, cane or stick." |
| Rotan manau tikus      | Calamus tumidus                          | Malaysia Indonesia                      | Peninsular Malaysia (G), Sumatra (G). "Rattan (english): From rotan (Malay), reed, cane or stick." |
| Rotan maran            | Calamus mattanensis                      | Indonesia                               | Kalimantan (G). "Rattan (english): From rotan (Malay), reed, cane or stick." |
| Rotan meiya            | Korthalsia echinometra                   | Indonesia                               | . "Rattan (english): From rotan (Malay), reed, cane or stick." |
| Rotan melukut          | Calamus muricatus                        | Indonesia                               | . "Rattan (english): From rotan (Malay), reed, cane or stick." |
| Rotan merah            | Korthalsia cheb                          | Borneo                                  | Samarinda trade. "Rotan merah (Malay). Trade name for Korthalsia spp. canes in Southeast Asia.". "Rattan (english): From rotan (Malay), reed, cane or stick." |
| Rotan merah            | Korthalsia echinometra                   | Borneo                                  | Samarinda trade. "Rotan merah (Malay). Trade name for Korthalsia spp. canes in Southeast Asia.". "Rattan (english): From rotan (Malay), reed, cane or stick." |
| Rotan merah            | Korthalsia ferox                         | Borneo                                  | Samarinda trade. "Rotan merah (Malay). Trade name for Korthalsia spp. canes in Southeast Asia.". "Rattan (english): From rotan (Malay), reed, cane or stick." |
| Rotan merah            | Korthalsia flagellaris                   | Borneo                                  | Samarinda trade. "Rotan merah (Malay). Trade name for Korthalsia spp. canes in Southeast Asia.". "Rattan (english): From rotan (Malay), reed, cane or stick." |
| Rotan merah            | Korthalsia rigida                        | Borneo                                  | Samarinda trade. "Rotan merah (Malay). Trade name for Korthalsia spp. canes in Southeast Asia.". "Rattan (english): From rotan (Malay), reed, cane or stick." |
| Rotan minyak           | Calamus oxleyanus                        | Malaysia                                | . "Rattan (english): From rotan (Malay), reed, cane or stick." |
| Rotan minyak           | Daemonorops angustifolia                 | Malaysia                                | . "Rattan (english): From rotan (Malay), reed, cane or stick." |
| Rotan murah            | Calamus pogonocanthus                    | Borneo                                  | Samarinda trade. "Rattan (english): From rotan (Malay), reed, cane or stick." |
| Rotan murah            | Daemonorops sabut                        | Borneo                                  | Samarinda trade. "Rattan (english): From rotan (Malay), reed, cane or stick." |
| Rotan ombol            | Calamus symphysipus                      | Indonesia                               | Sulawesi (G). "Rattan (english): From rotan (Malay), reed, cane or stick." |
| Rotan opot             | Calamus javensis                         | Indonesia                               | Sumatra (G), Bengkulu (G). "Rattan (english): From rotan (Malay), reed, cane or stick." |
| Rotan pahit            | Calamus densiflorus                      | Malaysia                                | . "Rattan (english): From rotan (Malay), reed, cane or stick." |
| Rotan paku             | Calamus exilis                           | Malaysia                                | . "Rattan (english): From rotan (Malay), reed, cane or stick." |
| Rotan pasir            | Calamus palustris                        | Malaysia                                | Perak (G). "Rattan (english): From rotan (Malay), reed, cane or stick." |
| Rotan patani           | Calamus minahassae                       | Indonesia                               | Central Sulawesi (G). "Rattan (english): From rotan (Malay), reed, cane or stick." |
| Rotan patis            | Calamus unifarius                        | Indonesia                               | Western Java (G). "Rattan (english): From rotan (Malay), reed, cane or stick." |
| Rotan pehekan          | Calamus marginatus                       | Indonesia                               | Southern Kalimantan (G). "Rattan (english): From rotan (Malay), reed, cane or stick." |
| Rotan pipit            | Daemonorops elongata                     | Malaysia                                | . "Rattan (english): From rotan (Malay), reed, cane or stick." |
| Rotan pitik            | Daemonorops oblonga                      | Indonesia                               | . "Rattan (english): From rotan (Malay), reed, cane or stick." |
| Rotan poprok           | Daemonorops oblonga                      | Indonesia                               | Eastern Java (G). "Rattan (english): From rotan (Malay), reed, cane or stick." |
| Rotan putih            | Calamus diepenhorstii                    | Indonesia Malaysia                      | Sabah (G). "Rattan (english): From rotan (Malay), reed, cane or stick." |
| Rotan rilang           | Plectocomiopsis geminiflora              | Malaysia                                | Malay (L). "Rattan (english): From rotan (Malay), reed, cane or stick." |
| Rotan riman            | Calamus blumei                           | Malaysia                                | Sabah (G). "Rattan (english): From rotan (Malay), reed, cane or stick." |
| Rotan rua              | Plectocomiopsis geminiflora              | Indonesia                               | . "Rattan (english): From rotan (Malay), reed, cane or stick." |
| Rotan sabong           | Calamus polystachys                      | Malaysia                                | Peninsular Malaysia (G). "Rattan (english): From rotan (Malay), reed, cane or stick." |
| Rotan sabung           | Calamus polystachys                      | Malaysia                                | . "Rattan (english): From rotan (Malay), reed, cane or stick." |
| Rotan sabut            | Calamus conirostris                      | Malaysia                                | Temuan (L). "Rattan (english): From rotan (Malay), reed, cane or stick." |
| Rotan sabut            | Daemonorops sabut                        | Malaysia                                | Temuan (L). "Rattan (english): From rotan (Malay), reed, cane or stick." |
| Rotan sakat            | Calamus muricatus                        | Indonesia                               | Kalimantan (G). "Rattan (english): From rotan (Malay), reed, cane or stick." |
| Rotan sega             | Calamus caesius                          | Indonesia                               | General throughout region and in trade "Sega. One of four main groups of cane in trade, according to Burkill (1966); this group includes all canes with a siliceous outer layer that cracks and springs off when the cane is bent; cf. ayer, lunti, sticks." "Rotan sega (Malay). Trade name for Calamus caesius canes in Southeast Asia.". "Rattan (english): From rotan (Malay), reed, cane or stick." |
| Rotan sega (in error)  | Calamus rhytidomus                       | Indonesia                               | Nunukan, East Kalimantan (G) "Sega. One of four main groups of cane in trade, according to Burkill (1966); this group includes all canes with a siliceous outer layer that cracks and springs off when the cane is bent; cf. ayer, lunti, sticks." "Rotan sega (Malay). Trade name for Calamus caesius canes in Southeast Asia.". "Rattan (english): From rotan (Malay), reed, cane or stick."           |
| Sega                   | Calamus caesius                          | Indonesia                               | General throughout region and in trade "Sega. One of four main groups of cane in trade, according to Burkill (1966); this group includes all canes with a siliceous outer layer that cracks and springs off when the cane is bent; cf. ayer, lunti, sticks." "Rotan sega (Malay). Trade name for Calamus caesius canes in Southeast Asia."                                                               |
| Sega (in error)        | Calamus rhytidomus                       | Indonesia                               | Nunukan, East Kalimantan (G) "Sega. One of four main groups of cane in trade, according to Burkill (1966); this group includes all canes with a siliceous outer layer that cracks and springs off when the cane is bent; cf. ayer, lunti, sticks." "Rotan sega (Malay). Trade name for Calamus caesius canes in Southeast Asia."                                                                         |
| Rotan sega air         | Calamus axillaris                        | Indonesia Malaysia                      | . "Rattan (english): From rotan (Malay), reed, cane or stick." |
| Rotan sega batu        | Calamus diepenhorstii                    | Indonesia                               | Except Sulawesi (G). "Rattan (english): From rotan (Malay), reed, cane or stick." |
| Rotan sega beruang     | Calamus palustris                        | Malaysia                                | Pahang (G). "Rattan (english): From rotan (Malay), reed, cane or stick." |
| Rotan sego             | Calamus caesius                          | Indonesia                               | Sumatra (G)Bengkulu (G). "Rattan (english): From rotan (Malay), reed, cane or stick." |
| Rotan sego             | Calamus optimus                          | Indonesia                               | Sumatra (G)Bengkulu (G). "Rattan (english): From rotan (Malay), reed, cane or stick." |
| Semambu                | Calamus scipionum                        | General throughout region and in trade  | "Rotan semambu (Malay): Trade name for Calamus scipionum canes in Southeast Asia." |
| Rotan semambu          | Calamus scipionum                        | General throughout region and in trade  | "Rotan semambu (Malay): Trade name for Calamus scipionum canes in Southeast Asia.". "Rattan (english): From rotan (Malay), reed, cane or stick." |
| Rotan semampun         | Calamus laevigatus                       | Malaysia                                | "Name also used for C. praetermissus J. Dransf".. "Rattan (english): From rotan (Malay), reed, cane or stick." |
| Rotan semampun         | Calamus praetermissus J. Dransf.         | Malaysia?                               | (Name also used for C. laevigatus). "Rattan (english): From rotan (Malay), reed, cane or stick." |
| Rotan semut            | Korthalsia rostrata                      | Malaysia                                | . "Rattan (english): From rotan (Malay), reed, cane or stick." |
| Rotan sendang          | Daemonorops grandis                      | Singapur                                | . "Rattan (english): From rotan (Malay), reed, cane or stick." |
| Rotan sepet            | Daemonorops hystrix                      | Indonesia                               | . "Rattan (english): From rotan (Malay), reed, cane or stick." |
| Rotan sirikis          | Calamus paspalanthus                     | Malaysia                                | Peninsular Malaysia (G). "Rattan (english): From rotan (Malay), reed, cane or stick." |
| Rotan sotong           | Plectocomiopsis geminiflora              | Indonesia                               | Sumatra (G). "Rattan (english): From rotan (Malay), reed, cane or stick." |
| Rotan susu             | Daemonorops robusta                      | Indonesia                               | Northern Sulawesi (G). "Rattan (english): From rotan (Malay), reed, cane or stick." |
| Rotan tahi ayam        | Calamus tomentosus                       | Malaysia                                | . "Rattan (english): From rotan (Malay), reed, cane or stick." |
| Rotan tahi landak      | Daemonorops hystrix                      | Malaysia                                | Peninsular Malaysia (G). "Rattan (english): From rotan (Malay), reed, cane or stick." |
| Rotan taman            | Calamus caesius                          | Indonesia                               | Southern and central Kalimantan (G). "Rattan (english): From rotan (Malay), reed, cane or stick." |
| Rotan taman            | Calamus optimus                          | Indonesia                               | Central Kalimantan (G). "Rattan (english): From rotan (Malay), reed, cane or stick." |
| Taman                  | Calamus caesius                          | Indonesia                               | Southern and central Kalimantan (G) |
| Taman                  | Calamus optimus                          | Indonesia                               | Central Kalimantan (G) |
| Rotan teling           | Calamus palustris                        | Malaysia                                | Kedah/Perlis (L). "Rattan (english): From rotan (Malay), reed, cane or stick." |
| Rotan tohiti           | Calamus inops                            | Indonesia                               | . "Rattan (english): From rotan (Malay), reed, cane or stick." |
| Rotan tohiti           | Calamus subinermis                       | Indonesia                               | . "Rattan (english): From rotan (Malay), reed, cane or stick." |
| Tohiti                 | Calamus inops                            | Indonesia                               | notes |
| Tohiti                 | Calamus subinermis                       | Indonesia                               | notes |
| Rotan tukas            | Calamus blumei                           | Malaysia                                | Perak (G). "Rattan (english): From rotan (Malay), reed, cane or stick." |
| Rotan tukas            | Calamus tomentosus                       | Malaysia                                | Perak (G). "Rattan (english): From rotan (Malay), reed, cane or stick." |
| Rotan tunggal          | Calamus laevigatus                       | Malaysiaa                               | Selangor (G) Malay (L). "Rattan (english): From rotan (Malay), reed, cane or stick." |
| Rotan tunggal          | Calamus occidentalis                     | Java                                    | Selangor (G) Malay (L). "Rattan (english): From rotan (Malay), reed, cane or stick." |
| Rotan tunggal          | Calamus subinermis                       | Malaysia                                | Selangor (G) Malay (L). "Rattan (english): From rotan (Malay), reed, cane or stick." |
| Rotan tunggal          | Daemonorops didymophylla                 | Indonesia                               | Selangor (G) Malay (L). "Rattan (english): From rotan (Malay), reed, cane or stick." |
| Rotan udang            | Korthalsia rostrata                      | Malaysia                                | . "Rattan (english): From rotan (Malay), reed, cane or stick." |
| Rotan wi jerenang      | Daemonorops micracantha                  | Malaysia                                | . "Rattan (english): From rotan (Malay), reed, cane or stick." |
| Rotan wuluh            | Calamus unifarius                        | Indonesia                               | Eastern Java (G). "Rattan (english): From rotan (Malay), reed, cane or stick." |
| Rotan yuk              | Calamus muricatus                        | Malaysia                                | Sabah (G). "Rattan (english): From rotan (Malay), reed, cane or stick." |
| Rote batu              | Calamus javensis                         | Tailandia                               | notes |
| Runti                  | Calamus leptostachys                     | Indonesia                               | Sulawesi (G) |
| Sababai                | Calamus elmerianus                       | Philippines                             | Manobo (L) |
| Saba-ong               | Calamus grandifolius                     | Philippines                             | Tagalog (L) |
| Samanid                | Calamus elmerianus                       | Philippines                             | Bagobo (L) |
| Sambonotan             | Calamus bicolor                          | Philippines                             | Bagobo (L) |
| Samole                 | Calamus pedicellatus                     | Indonesia                               | Bugis (G) |
| Samulid                | Calamus reyesianus                       | Philippines                             | Tagalog (L) |
| Sanam                  | Korthalsia cheb                          | Borneo                                  | Kenyah Dayak (L) |
| Sanka beth             | Daemonorops kurzianus                    | India                                   | Andaman Islands (G) "Bet (Hindi): A general term used in India to refer to rattan of any type; the name probably originated from the Sanskrit word betas, meaning climber." |
| Saput                  | Calamus laevigatus                       | Borneo                                  | Kenyah Dayak (L) |
| Sarani                 | Calamus moseleyanus                      | Philippines                             | Bagobo (L) |
| Saranoi                | Daemonorops curranii                     | Philippines                             | Tagbanva (L) |
| Savit asaq             | Daemonorops sparsiflora                  | Malaysia                                | Penan (L), Sarawak (G) |
| Savit payah            | Daemonorops longispatha                  | Malaysia                                | Penan (L), Sarawak (G) |
| Sega batu              | Calamus marginatus                       | Borneo                                  | Samarinda trade |
| Sek batang             | Calamus ornatus                          | Malaysia                                | Pahang (G) |
| Seka                   | Calamus caesius                          | Borneo                                  | Kenyah Dayak (L) |
| Sekei udang            | Daemonorops melanochaetes                | Indonesia                               | Riau (G) |
| Selutup                | Calamus optimus                          | Borneo                                  | Samarinda trade |
| Semoleh membatong      | Calamus pogonocanthus                    | Borneo                                  | Kenyah Dayak (L) |
| Semoleh timaitong      | Calamus pogonocanthus                    | Borneo                                  | Kenyah Dayak (L) |
| Seringan               | Daemonorops sabut                        | Borneo                                  | Kenyah Dayak (L) |
| Si'it                  | Calamus marginatus                       | Borneo                                  | Benuaq Dayak (L) |
| Si'it batu             | Calamus marginatus                       | Borneo                                  | Bentian Dayak (L) |
| Sika                   | Calamus caesius                          | Philippines                             | "Sika. Philippine trade name group that includes Palawan sika (Calamus caesius) and other rattan species that are glossy, flexible, bright yellow when dry and less than 1.5 cm in diameter; cf. palasan, panlis and tumalin." |
| Sika-sika              | Calamus microsphaerion                   | Philippines                             | notes |
| Silau-silau            | Calamus gibbsianus                       | Malaysia                                | Sabah (G) |
| Sintang                | Daemonorops hystrix                      | Indonesia                               | Palembang (L) |
| Sokag                  | Calamus caesius                          | Borneo                                  | Bentian & Benuaq Dayak (L) |
| Sudu wewel             | Calamus ovoideus                         | Sri Lanka                               | Sinhala (L) |
| Suko                   | Calamus optimus                          | Indonesia                               | South Kalimantan (G) |
| Sundi bet              | Calamus guruba                           | India                                   | "Bet (Hindi): A general term used in India to refer to rattan of any type; the name probably originated from the Sanskrit word betas, meaning climber." |
| Takathong              | Calamus caesius                          | Tailandia                               | Rangea District, Narathiva Province (G) |
| Talola                 | Calamus siphonospathus                   | Philippines                             | Tagalog (L) |
| Tandulang-glubat       | Calamus microcarpus                      | Philippines                             | Tagalog (L) |
| Tandulang-parang       | Calamus usitatus                         | Philippines                             | Tagalog (L) |
| Tebdas                 | Calamus mitis                            | Philippines                             | Ivatan (L) |
| Tebungan               | Calamus ornatus                          | Borneo                                  | Kenyah Dayak (L) |
| Tehri bet              | Plectocomia himalayana                   | India                                   | "Bet (Hindi): A general term used in India to refer to rattan of any type; the name probably originated from the Sanskrit word betas, meaning climber." |
| Teland                 | Calamus leptostachys                     | Indonesia                               | South Sulawesi (G) |
| Teretes                | Daemonorops rubra                        | Indonesia                               | Western Java (G) |
| Thuda rena             | Calamus ovoideus                         | Sri Lanka                               | Sinhala (L) |
| Timai                  | Calamus javensis                         | Borneo                                  | Kenyah Dayak (L) |
| Timai                  | Ceratolobus concolor                     | Borneo                                  | Kenyah Dayak (L) |
| Toan pekat             | Daemonorops sabut                        | Malaysia                                | Sabah (G) |
| Tohiti siombo          | Calamus didymocarpus                     | Indonesia                               | Central Sulawesi (G) |
| Tomani                 | Calamus boniensis                        | Indonesia                               | Southern Sulawesi (G) |
| Tumalim                | Calamus mindorensis                      | Philippines                             | Tagalog (L) "Tumalim o tumalin. Grupo de mercado filipino que incluye al tumalin verdadero (Calamus mindorensis) y otras especies de ratán con un diámetro de 1,5-2,5 cm, cf. palasan, panlis y sika." |
| Tumaram                | Calamus mindorensis                      | Philippines                             | Bikol (L) |
| Tuwu                   | Calamus scipionum                        | Borneo                                  | Bentian & Benuaq Dayak (L) |
| Ubanon                 | Calamus discolor                         | Philippines                             | Cebu Bisaya (L) |
| Ubli                   | Calamus multinervis                      | Philippines                             | Ilokano (L) |
| Udat                   | Daemonorops didymophylla                 | Malaysia                                | Penan (L), Sarawak (G) |
| Udom bet               | Calamus longisetus                       | Bangladesh                              | Cox's Bazar (G) "Bet (Hindi): A general term used in India to refer to rattan of any type; the name probably originated from the Sanskrit word betas, meaning climber." |
| Ue puti                | Calamus albus                            | Indonesia                               | notes |
| Uwai belalong          | Retispatha dumetosa                      | Brunéi                                  | notes |
| Uwai kiton             | Calamus ornatus                          | Brunéi                                  | notes |
| Uwai lambat            | Daemonorops periacantha                  | Brunéi                                  | notes |
| Uwai pagit             | Calamus marginatus                       | Brunéi                                  | notes |
| Uwai pegit             | Calamus conirostris                      | Brunéi                                  | notes |
| Uwai peladas           | Calamus javensis                         | Brunéi                                  | notes |
| Uwai podos             | Calamus javensis                         | Brunéi                                  | notes |
| Uwai taut              | Calamus axillaris                        | Brunéi                                  | notes |
| Uwai taut              | Calamus pogonacanthus                    | Brunéi                                  | notes |
| Uwai telong            | Calamus optimus                          | Malaysia                                | notes |
| Uwau paya              | Calamus marginatus                       | Malaysia                                | Sarawak (G) |
| Uwe ahun tain          | Calamus albus                            | Indonesia                               | Ambon (G) |
| Uwe rence              | Calamus minahassae                       | Indonesia                               | Southern Sulawesi (G) |
| Uwe sangkayu-kayu      | Calamus symphysipus                      | Indonesia                               | Southern Sulawesi (G) |
| Uwi hurang             | Korthalsia echinometra                   | Indonesia                               | notes |
| Uwi jernang kecil      | Daemonorops didymophylla                 | Indonesia                               | Palembang (G) |
| Uwi kalang             | Daemonorops hystrix                      | Indonesia                               | notes |
| Uwi pahe               | Calamus exilis                           | Indonesia                               | Palembang (G) |
| Velichural             | Calamus hookerianus                      | India                                   | Malayalam (L) |
| Waai chaang            | Calamus ornatus                          | Tailandia                               | Pattani (G) |
| Waai khring            | Calamus palustris                        | Tailandia                               | Trang (G) |
| Waai kung              | Myrialepis paradoxa                      | Tailandia                               | Trang (G) |
| Waai maithao           | Calamus scipionum                        | Tailandia                               | Peninsular Malaysia (G) |
| Waai phon khon non     | Daemonorops sabut                        | Tailandia                               | notes |
| Wae dangah             | Daemonorops hystrix                      | Malaysia                                | Penan (L), Sarawak (G) |
| Wae saput              | Calamus laevigatus'                      | Malaysia                                | Sabah (G) |
| Wae sawit usen         | Calamus muricatus                        | Malaysia                                | Penan (L), Sarawak (G) |
| Wai boun               | Calamus rudentum                         | Lao PDR                                 | notes |
| Wai-chak               | Daemonorops grandis                      | Tailandia                               | notes |
| Wai-chakkao            | Calamus castaneus                        | Tailandia                               | notes |
| Wai-dam                | Calamus oxleyanus                        | Tailandia                               | notes |
| Wai-hin                | Calamus insignis                         | Tailandia                               | notes |
| Wain hom               | Calamus acanthospathus                   | Lao PDR                                 | notes |
| Wain hom               | Calamus gracilis                         | Lao PDR                                 | notes |
| Wai kaepung            | Calamus blumei                           | Tailandia                               | Surattani (G) |
| Wai-kamphuan           | Calamus longisetus                       | Tailandia                               | notes |
| Wai-khao               | Calamus castaneus                        | Tailandia                               | notes |
| Wai-khipet             | Daemonorops didymophylla                 | Tailandia                               | notes |
| Wai-khom               | Calamus diepenhorstii                    | Tailandia                               | notes |
| Wai-khom               | Calamus siamensis                        | Lao PDR                                 | notes |
| Wai kuan               | Calamus javensis                         | Tailandia                               | Pattani (G) |
| Wai-kungnampharai      | Plectocomiopsis geminiflora              | Tailandia                               | notes |
| Wai kunun              | Calamus blumei                           | Tailandia                               | Trang (G) |
| Wai lau cincin         | Calamus polystachys                      | Indonesia                               | Sumatra (G) |
| Wai mon                | Calamus viminalis                        | Tailandia                               | notes |
| Wai-nam                | Daemonorops angustifolia                 | Tailandia                               | notes |
| Wai namleuang          | Calamus platycanthus                     | Lao PDR                                 | notes |
| Wai nwn                | Calamus nambariensis                     | Lao PDR                                 | notes |
| Wai sam bai taw        | Calamus viminalis                        | Tailandia                               | notes |
| Wai sideken            | Calamus unifarius                        | Indonesia                               | Western Sumatra (G) |
| Wai som                | Calamus viminalis                        | Tailandia                               | notes |
| Wai-somm               | Daemonorops jenkinsiana                  | Tailandia                               | notes |
| Wai ta kha thong       | Calamus caesius                          | Tailandia                               | notes |
| Wai tek                | Calamus javensis                         | Tailandia                               | Southern Tailandia (G) |
| Wai thoon              | Calamus poilanei                         | Lao PDR                                 | notes |
| Wai thork              | Calamus solitarius                       | Lao PDR                                 | notes |
| Wai wan                | Calamus rhabdocladus                     | Lao PDR                                 | notes |
| Wailong                | Calamus wailong                          | China                                   | notes |
| We maliang             | Calamus ornatus                          | Malaysia                                | Sarawak (G) |
| Wee jematang tengan    | Korthalsia cheb                          | Malaysia                                | notes |
| Wee ligur              | Calamus conirostris                      | Malaysia                                | Kayan (L) |
| Wee lumbak             | Calamus ruvidus                          | Malaysia                                | Iban (L), Sarawak (G) |
| Wei dangh              | Calamus myriacanthus                     | Malaysia                                | Penan (L), Sarawak (G) |
| Wei saput              | Calamus mattanensis                      | Malaysia                                | Penan (L), Sarawak (G) |
| White rattan           | Calamus tetradactylus                    | China                                   | notes |
| Wi anak                | Calamus javensis                         | Brunéi                                  | notes |
| Wi anak                | Calamus laevigatus                       | Brunéi                                  | notes |
| Wi babut               | Calamus bacularis                        | Malaysia                                | Bidayuh (L), Sarawak (G) |
| Wi batu                | Calamus diepenhorstii                    | Malaysia                                | Iban (L) |
| Wi belubu              | Daemonorops longispatha                  | Brunéi                                  | notes |
| Wi buluh               | Calamus erioacanthus                     | Malaysia                                | Sarawak (G) |
| Wi danum               | Calamus conirostris                      | Brunéi                                  | notes |
| Wi darum               | Daemonorops didymophylla                 | Brunéi                                  | Iban (L), Sarawak (G) |
| Wi darum               | Daemonorops ingens                       | Malaysia                                | Iban (L), Sarawak (G) |
| Wi dudok               | Calamus myriacanthus                     | Malaysia                                | Iban (L), Sarawak (G) |
| Wi dudok               | Daemonorops ruptilis                     | Malaysia                                | Iban (L), Sarawak (G) |
| Wi duduk               | Daemonorops hystrix                      | Malaysia                                | Iban (L), Sarawak (G) |
| Wi embalua             | Plectocomiopsis geminiflora              | Brunéi                                  | notes |
| Wi empunoh             | Daemonorops periacantha                  | Malaysia                                | notes |
| Wi empunok             | Daemonorops periacantha                  | Brunéi Malaysia                         | Sarawak (G) |
| Wi empunok ruai        | Daemonorops scapigera                    | Malaysia                                | Iban (L), Sarawak (G) |
| Wi gemaing             | Calamus axillaris                        | Brunéi                                  | notes |
| Wi jerenang            | Daemonorops didymophylla                 | Brunéi                                  | notes |
| Wi labu                | Calamus pilosellus                       | Brunéi                                  | notes |
| Wi laleh               | Plectocomiopsis geminiflora              | Malaysia                                | Iban (L), Sarawak (G) |
| Wi lantak patong       | Calamus mattanensis                      | Malaysia                                | Iban (L), Sarawak (G) |
| Wi lemaing             | Calamus axillaris                        | Brunéi                                  | notes |
| Wi lepoh               | Daemonorops sabut                        | Brunéi Malaysia                         | Sarawak (G) |
| Wi lohong              | Calamus paspalanthus                     | Malaysia                                | Sarawak (G) |
| Wi matahari            | Calamus marginatus                       | Brunéi                                  | notes |
| Wi natahari            | Calamus marginatus                       | Malaysia                                | notes |
| Wi ondo                | Daemonorops draco                        | Malaysia                                | Sarawak (G) |
| Wi pale                | Calamus pogonacanthus                    | Malaysia                                | Kayan (L), Sarawak (G) |
| Wi peladas             | Calamus javensis                         | Brunéi                                  | notes |
| Wi ruah air            | Daemonorops sparsiflora                  | Malaysia                                | Iban (L), Sarawak (G) |
| Wi ruak ai             | Daemonorops fissa                        | Malaysia                                | Sarawak (G) |
| Wi sego                | Calamus optimus                          | Brunéi Malaysia                         | Sarawak (G) |
| Wi semoi               | Calamus semoi                            | Malaysia                                | Sarawak (G) |
| Wi seruing             | Daemonorops ingens                       | Malaysia                                | Kayan (L), Sarawak (G) |
| Wi singkau             | Calamus paspalanthus                     | Brunéi Malaysia                         | notes |
| Wi sugi                | Calamus laevigatus                       | Malaysia                                | Sarawak (G) |
| Wi takong              | Calamus flabellatus                      | Brunéi Malaysia                         | Iban (L), Sarawak (G) |
| Wi tapah               | Calamus pseudoulur                       | Malaysia                                | Sarawak (G) |
| Wi tautuk              | Calamus flabellatus                      | Malaysia                                | Bidayuh (L), Sarawak (G) |
| Wi tedong              | Calamus marginatus                       | Malaysia                                | notes |
| Wi tibu                | Daemonorops longispatha                  | Malaysia                                | Iban (L), Sarawak (G) |
| Wi tulang              | Calamus bacularis                        | Malaysia                                | Iban (L), Sarawak (G) |
| Wi tulang              | Calamus myriacanthus                     | Malaysia                                | Iban (L), Sarawak (G) |
| Wi tunggal             | Calamus muricatus                        | Brunéi                                  | notes |
| Wi tunjung             | Calamus muricatus                        | Malaysia                                | Iban (L), Sarawak (G) |
| Wi tut                 | Calamus pogonacanthus                    | Brunéi Malaysia                         | Iban (L), Sarawak (G) |
| Wi tut                 | Calamus semoi                            | Brunéi Malaysia                         | Iban (L), Sarawak (G) |
| Yellow rattan          | Daemonorops jenkinsiana                  | China                                   | notes |
| Lawyer cane            | Calamus australis                        | Australia                               | "Lawyer cane. A variable common name applied to four different species of Calamus in Australia: C. australis, lawyer cane; C. caryotoides, fishtail lawyer cane; C. moti, yellow lawyer cane; and C. muelleri, southern lawyer cane." |
| Fishtail lawyer cane   | Calamus caryotoides                      | Australia                               | "Lawyer cane. A variable common name applied to four different species of Calamus in Australia: C. australis, lawyer cane; C. caryotoides, fishtail lawyer cane; C. moti, yellow lawyer cane; and C. muelleri, southern lawyer cane." |
| Yellow lawyer cane     | Calamus moti                             | Australia                               | "Lawyer cane. A variable common name applied to four different species of Calamus in Australia: C. australis, lawyer cane; C. caryotoides, fishtail lawyer cane; C. moti, yellow lawyer cane; and C. muelleri, southern lawyer cane." |
| Southern lawyer cane   | Calamus muelleri                         | Australia                               | "Lawyer cane. A variable common name applied to four different species of Calamus in Australia: C. australis, lawyer cane; C. caryotoides, fishtail lawyer cane; C. moti, yellow lawyer cane; and C. muelleri, southern lawyer cane." |

## Descripción

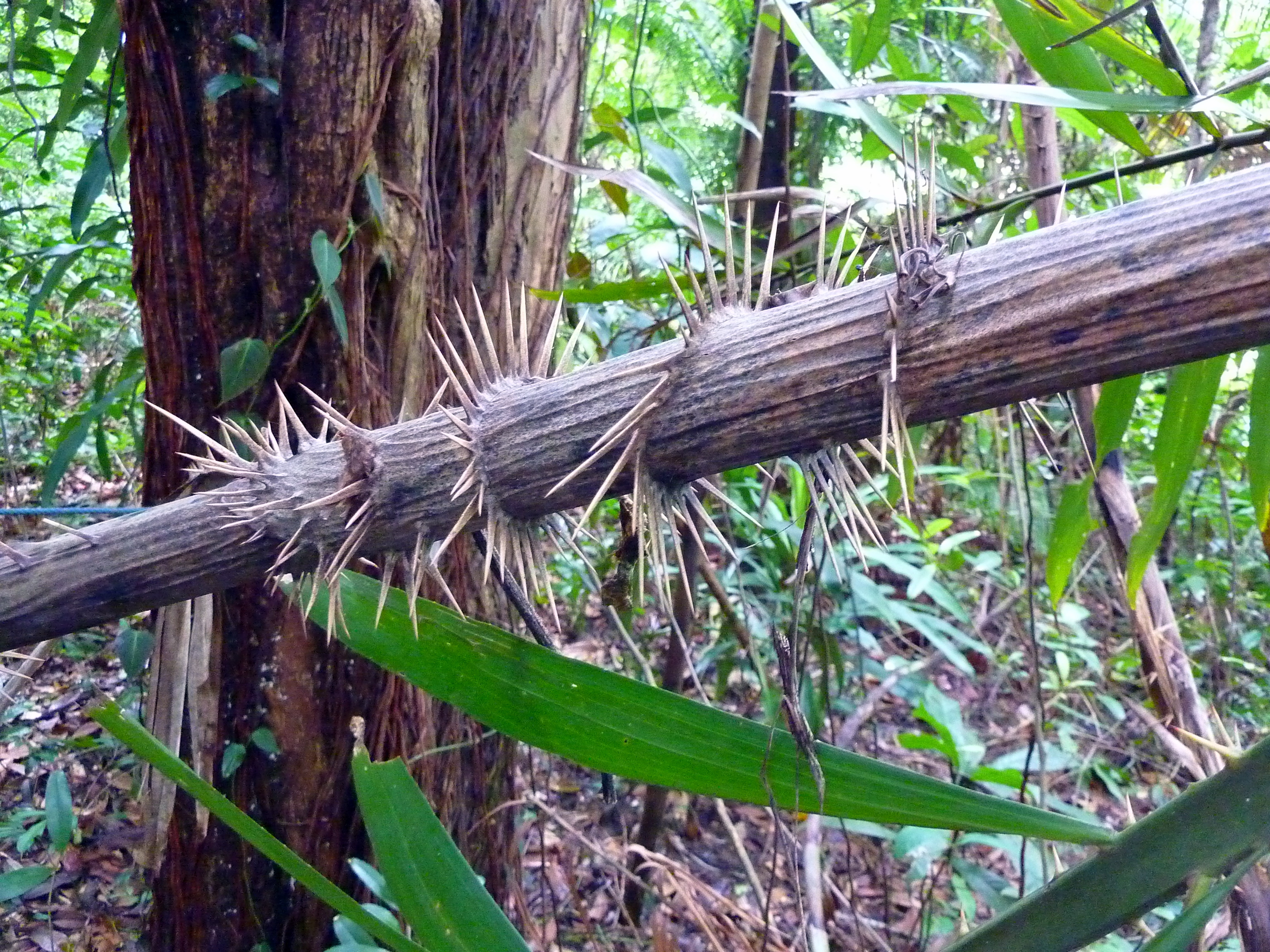
Los tallos de los ratanes (aquí Myrialepis paradoxa) están armados de espinas que provienen de las vainas persistentes. A medida que la planta crece, cuando sobrepasa los 20 m según la especie, el tallo se vuelve leñoso (endurecido) y más seco, las hojas caen (quedando la vaina) y las espinas se ennegrecen.

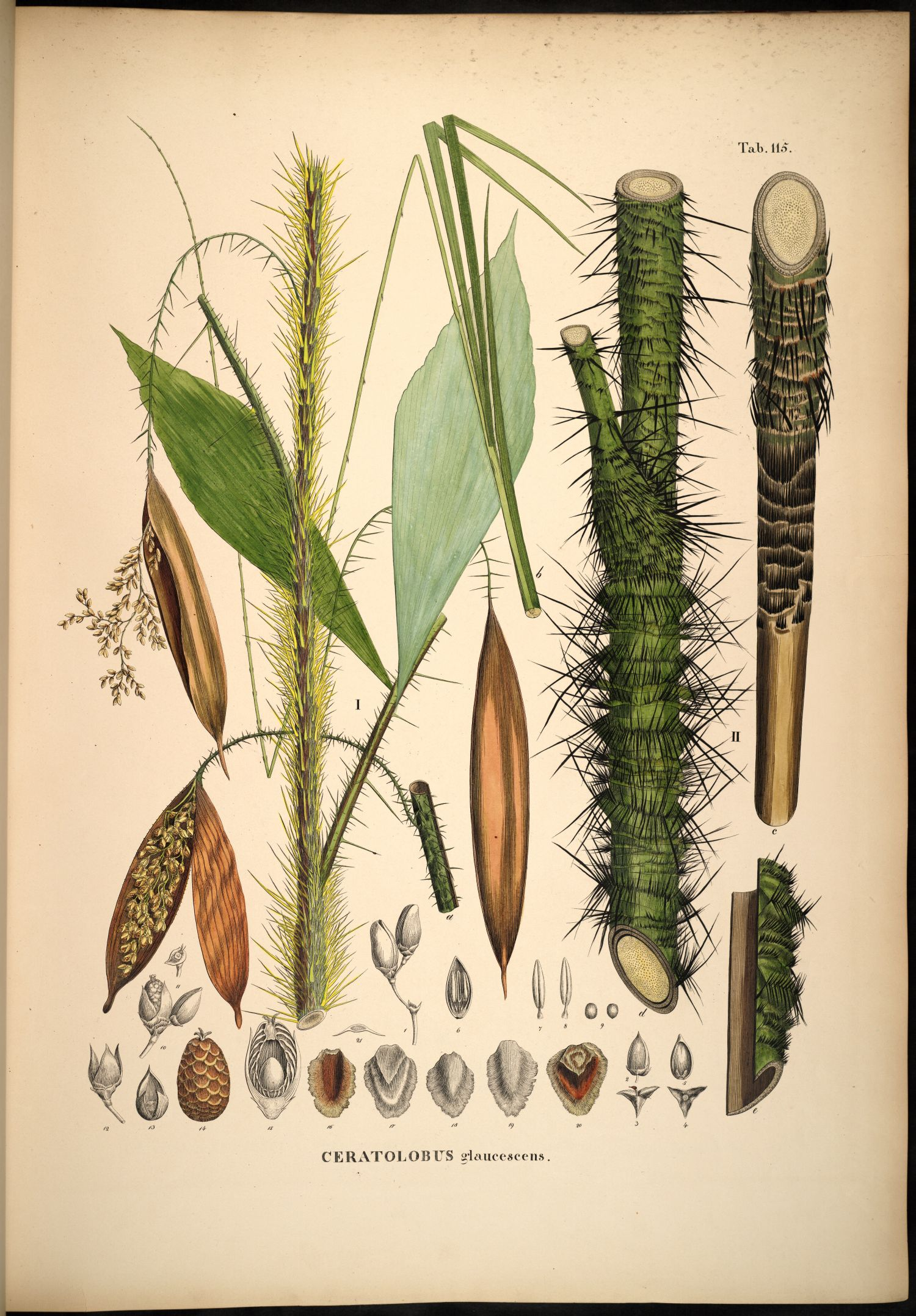
Ceratolobus glaucescens

Los ratanes se diferencian de otras palmas en que tienen tallos finos de 2-5 cm de diámetro con largos internudos entre hojas; sus hábitos de crecimiento son diferentes. No son árboles, sino tipo planta leñosa apoyante, que se sujeta sobre otra vegetación para ganar altura. Son superficialmente similares al bambú, pero distintos en que los tallos ("malacca") son sólidos, en lugar de huecos, y en su necesidad de algún tipo de soporte, mientras que el bambú puede crecer y ascender en altura autónomamente. Algunos géneros (como Metroxylon, Pigafetta o Raphia) son sin embargo, más parecidos a típicas palmas, con fuertes y erectos troncos. Muchos son espinosos, las espinas actúan como anclas para ayudar a trepar sobre otras plantas, y para detener a herbívoros. Hay ratanes que superan los cien metros de largo. Más del 70% de las poblaciones de ratán mundial crecen en Indonesia, distribuidas entre las islas de Borneo, Célebes, Sumbawa. El resto viene de Filipinas, Sri Lanka, Malasia, Bangladés.
En los bosques donde crece el ratán, su valor económico puede ayudar a proteger tierras forestales, por dar una alternativa a los madereros a no tumbar árboles sino a cosechar ratán. El ratán es mucho más fácil de cosechar, pues requiere herramientas más simples y es más fácil de transportar. Además, comparado con la mayoría de las maderas tropicales, el ratán crece muy deprisa.

## Importancia económica

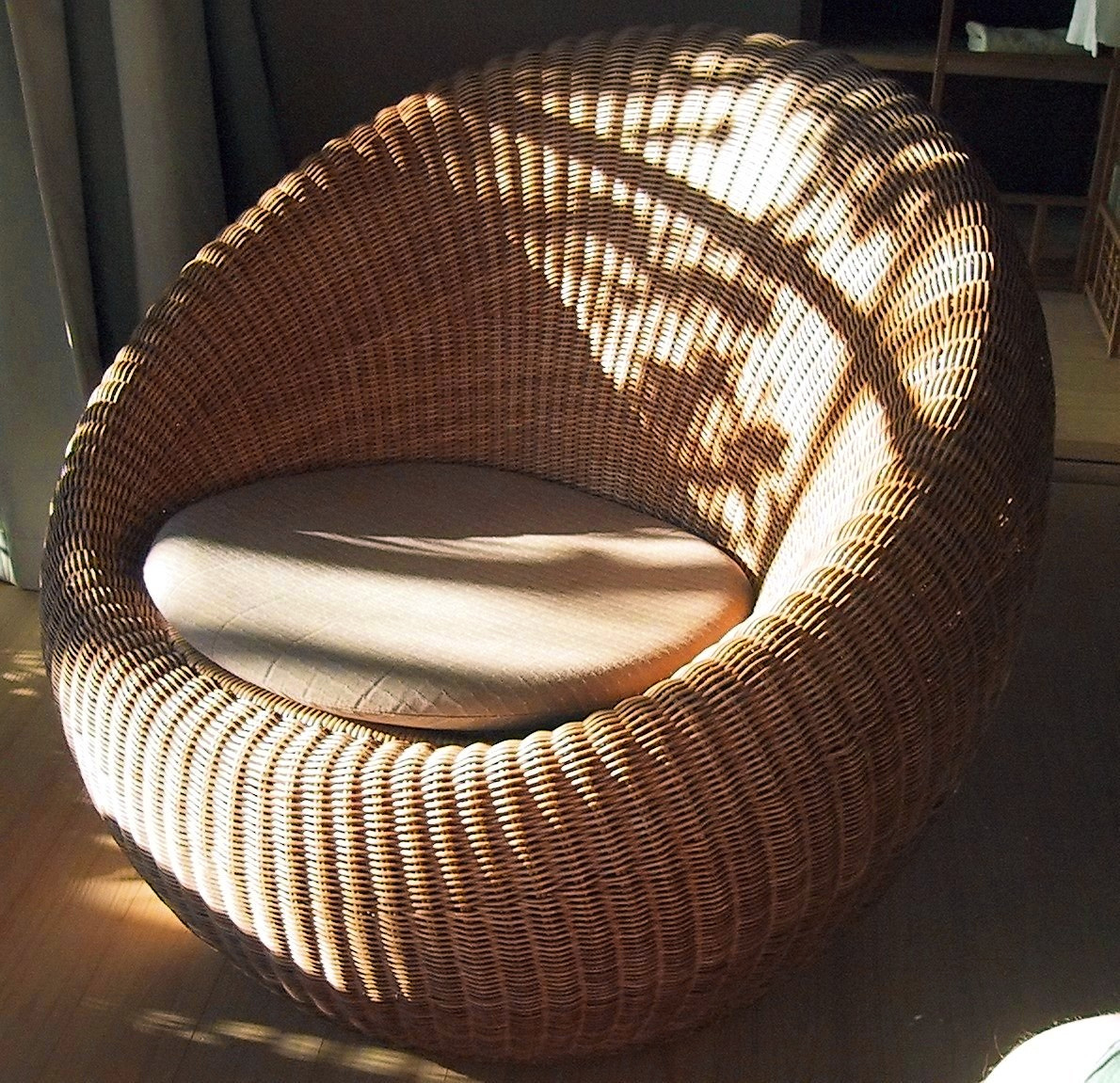
Sillón de ratán.

El sepak raga (malayo) es un juego del sudeste de Asia que se juega con una pelota flexible fabricada con ratán cortado en tiras (split rattan).
Generalmente, el ratán en bruto es procesado en varios productos para ser utilizado como materiales en la fabricación de muebles. Las diversas especies de rangos del ratán van desde varios milímetros hasta 5-7 cm de diámetro. A partir de las hebras de la "piel o corteza" del ratán, suele estar pelado, para que se utilice como material de tejido del mismo. El "núcleo" restante del ratán se puede utilizar para diversos fines en la fabricación de muebles. La rota es otro de los materiales derivados, que es muy bueno sobre todo porque es ligero, resistente y flexible a un cierto punto.
También es ampliamente utilizados para la fabricación de muebles y cestas. Cortadas en secciones, el ratán se puede utilizar como madera para hacer muebles. Este material es tolerable en pinturas y tintes como la madera, por lo que está disponible en muchos colores; y se puede trabajar en muchos estilos. Por otra parte, el núcleo interno se puede separar y trabajar en mimbre. Esto hace que sea una herramienta potencial de mantenimiento de los bosques, ya que proporciona un cultivo rentable que se depende más, reemplazando la tala de los árboles. Tanto si se puede ser rentable o útil como para otras alternativas, pero sin embargo, aún está por verse.
Debido a su durabilidad y resistencia al astillamiento, las secciones de ratán se pueden utilizar como palos o bastones para artes marciales, los palos de ratán que van de 70 cm de largo se utilizan en torneos de Artes marciales en Filipinas. El Rattan también es utilizable para las construcciones de armas de combate marcial en la Sociedad para el anacronismo creativo.
Junto con el abedul y el bambú, el ratán es un material común usado para las asas en los mazos de percusión, especialmente mazos para percusión del teclado (vibráfono, xilófono, marimba, etc.).
El fruto del ratán exuda una resina roja llamada "sangre del Dragón". En la antigüedad griegos, romanos y árabes la utilizaban por sus propiedades medicinales. También se utilizó como tinte para violines.. 

### Castigo con varas
Las varas de ratán son una elección común para infligir dolor, en castigos disciplinarios, legales, tales en culturas con flagelación, una forma de castigo físico aún popular en países como Malasia, Vietnam, Singapur, Brunéi. También es usado para tortura o por placer, como en contextos sexuales de BDSM. Fue un látigo de ratán el usado con el prisionero Michael P. Fay en 1994.
Los golpes con látigos de ratán son particularmente dolorosos, debido a que frecuentemente cortan dentro del periostio de los huesos de la columna vertebral, dejando usualmente a las víctimas con severos dolores en sus espaldas, con limitada movilidad por el resto de sus vidas.